# Ізмайлово (Ленінський міський округ)
Ізма́йлово (рос. Измайлово) — селище міського типу у складі Ленінського міського округу Московської області, Росія.
Стара назва — Совхоз Ізмайлово.
До 2019 року селище мало статус селища.

## Населення
Населення — 1396 осіб (2021; 1593 у 2010, 1685 у 2002).
Національний склад (станом на 2002 рік):
- росіяни — 89 %